# Loris Francesco Capovilla
Loris Francesco Capovilla (Pontelongo, Véneto, 14 de octubre de 1915 -Bérgamo, Lombardía, 26 de mayo de 2016) fue un cardenal italiano, en su momento el más longevo de la Iglesia católica. Fue proclamado cardenal por el papa Francisco en 2014.

## Biografía
Nacido en Pontelongo el 14 de octubre de 1915, hijo de Rudolph y Letizia Callegaro. Su padre, un oficial de la Sociedad Belga de Azúcar, murió en 1922, lo que dio lugar a un largo período de inestabilidad en su familia, hasta su llegada a Mestre, en 1929.
Ordenado sacerdote el 23 de mayo de 1940, es integrado al clero de Venecia como capellán militar durante la Segunda Guerra Mundial y después, el 8 de septiembre de 1943 colaboró con la Resistencia italiana. Inició su labor como sacerdote patriarcal con el cardenal Angelo Giuseppe Roncalli, electo Patriarca de Venecia en 1953, que lo tomó como su secretario personal. Después de ser elegido como Juan XXIII, Capovilla mantuvo su puesto y asignación y le siguió a Roma. Fue su más estrecho colaborador durante su pontificado, que terminó en 1963. Capovilla también participó en el Concilio Vaticano II en calidad de prelado de antecámara y de experto a partir de 1964.

### Obispo de Chieti
El sucesor de Juan XXIII, el papa Pablo VI, lo elevó a la dignidad episcopal, con sede en la archidiócesis de Chieti el 26 de junio de 1967, consagrándolo el 16 de julio siguiente. Introdujo en la diócesis la reforma del Concilio Vaticano II, pero hizo prevalecer los componentes de la meditación y la atención a los problemas sociales, en una dimensión eclesial.

### Arzobispo y prelado de Loreto
El 25 de septiembre de 1971 fue nombrado arzobispo de la archidiócesis de Mesembria y titular de la Prelatura Territorial de Loreto, es decir, delegado pontificio para el Santuario de la Santa Casa. Con tal cargo, luchó contra el devocionalismo que caracterizaba las frecuentes peregrinaciones al santuario lauretano.

### Lamemoria viventedel papa Roncalli
El 10 de diciembre de 1988, presentó su renuncia de la prelatura de Loreto al papa Juan Pablo II, y posteriormente se retiró a Sotto il Monte, lugar de nacimiento de Juan XXIII, donde residió hasta el fin de su vida.

### Cardenalato
Fue proclamado cardenal por el papa Francisco en el consistorio celebrado el 22 de febrero de 2014. Durante su vida, coexistió con nueve papas.

### Muerte
Falleció el 26 de mayo de 2016 en la clínica Palazzolo de Bérgamo, donde fue ingresado días antes. Falleció siendo el obispo más anciano de Italia y el cuarto más anciano del mundo. Está enterrado en el cementerio de la abadía rectoral de San Egidio en Fontanella.

## Reconocimientos

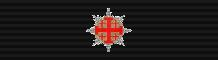

-  Fue nombrado caballero de la gran cruz de la Orden ecuestre del Santo Sepulcro de Jerusalén.

- Fue distinguido con un doctorado Honoris causa en Ciencias históricas por parte del Instituto europeo de la Academia de las Ciencias de Rusia, «en reconocimiento de su aportación personal al estudio de la herencia espiritual del papa Juan XXIII, actor de la historia del siglo XX, promotor de diálogo entre las religiones y el mundo contemporáneo, gran artífice de paz».

- Recibió la medalla especial de la Fundación Internacional Raoul Wallenberg, por una vida dedicada a promover, difundir y transmitir la memoria del papa Juan XXIII. Recibida en Casa del Pellegrino di Sotto il Monte Giovanni XXIII, el 25 de junio de 2013.

- Fue ciudadano honorario de varias ciudades italianas, incluyendo Bérgamo, Lipari, y Chieti.

| Predecesor: Giovanni Battista Bosio | Arzobispo de Chieti 26 de junio de 1967 - 25 de septiembre de 1971                          | Sucesor: Vincenzo Fagiolo    |
| Predecesor: Aurelio Sabattani       | Obispo Prelado de Loreto 25 de septiembre de 1971 - 10 de diciembre de 1988                 | Sucesor: Pasquale Macchi     |
| Predecesor: Silvio Angelo Pio Oddi  | Arzobispo titular de Mesembria 25 de septiembre de 1971 - 26 de mayo de 2016                | Sucesor:                     |
| Predecesor: Robert Leiber           | Secretario Personal del Papa 1958 - 1963                                                    | Sucesor: Pasquale Macchi     |
| Predecesor: Józef Glemp             | Cardenal presbítero de Santa María in Trastevere 22 de febrero de 2014 - 26 de mayo de 2016 | Sucesor: Carlos Osoro Sierra |